# 30307 Марсельрисс
30307 Марсельрисс (30307 Marcelriesz) — астероїд головного поясу, відкритий 2 травня 2000 року.
Тіссеранів параметр щодо Юпітера — 3,221.